# IC 1241
IC 1241 — галактика типу S? (спіральна галактика) у сузір'ї Дракон.
Цей об'єкт міститься в оригінальній редакції індексного каталогу.